# Respenda de la Peña
Respenda de la Peña település Spanyolországban, Palencia tartományban. Respenda de la Peña Fresno del Río, Villalba de Guardo, Santibáñez de la Peña, Castrejón de la Peña, Congosto de Valdavia és Ayuela községekkel határos. Lakosainak száma 141 fő (2024).

## Népesség
A település népessége az elmúlt években az alábbi módon változott:
| Lakosok száma | 258  | 228  | 215  | 201  | 193  | 192  | 161  | 151  | 146  | 141  |
|               | 2001 | 2004 | 2007 | 2009 | 2012 | 2014 | 2017 | 2019 | 2022 | 2024 |